# Репер
Репер (на френски: repère — знак, изходна точка) е геодезически знак, който се намира в определена точка на земната повърхност и служи като изходна точка при измервания, нивелиране или нанасяне на точки и линии от план на местността. На реперите се закрепя металически диск с диаметър 5 сантиметра с номер и указания. Често бронзовите или алуминиевите дискове се поставят в камък или бетон или върху пръти, задвижвани дълбоко в земята, за да осигурят стабилна точка на кота. Ако кота е маркирана на карта, но няма физическа маркировка на земята, това е височина на място.